# Delphinium chumulangmaense
Delphinium chumulangmaense är en ranunkelväxtart som beskrevs av Wen Tsai Wang. Delphinium chumulangmaense ingår i släktet storriddarsporrar, och familjen ranunkelväxter. Inga underarter finns listade i Catalogue of Life.